# Doctor Zhivago (película)
Doctor Zhivago (en ruso, Доктор Живаго, transliterado académicamente como Doktor Živago) es una película de drama romántico bélica histórica épica italo-británico-estadounidense de 1965 dirigida por David Lean con guion de Robert Bolt, ambientada en Rusia durante la Primera Guerra Mundial, la Revolución rusa de 1917 y la guerra civil rusa. Está protagonizada por Omar Sharif en el papel principal como Yuri Zhivago, un médico y poeta casado cuya vida se ve alterada por la Revolución Rusa y la posterior Guerra Civil, y por Julie Christie como su interés amoroso Lara Antipova. Geraldine Chaplin, Tom Courtenay, Rod Steiger, Alec Guinness, Ralph Richardson, Siobhán McKenna y Rita Tushingham hacen papeles secundarios.
Se trata de un drama épico, basado en la novela homónima que publicó el ruso Borís Pasternak en 1957 y que le valió el Premio Nobel de Literatura un año más tarde. Aunque es inmensamente popular en el mundo occidental, el libro estuvo prohibido en la Unión Soviética durante décadas. Por este motivo, la película no pudo realizarse en la Unión Soviética y, en su lugar, se rodó principalmente en España. Fue una coproducción internacional entre Metro-Goldwyn-Mayer y el productor italiano Carlo Ponti.  Ajustada la cifra de más de 111 millones de dólares por el índice de inflación a enero de 2010, equivale a 912 millones de dólares, lo que ubica la película en el octavo lugar de recaudación de todos los tiempos.
Los críticos contemporáneos se mostraron en general decepcionados, quejándose de su duración de más de tres horas y afirmando que trivializaba la historia, pero reconociendo la intensidad de la historia de amor y el tratamiento de los temas humanos de la película. Con el tiempo, sin embargo, la reputación de la película ha mejorado mucho. En la 38.ª edición de los Premios Óscar, La película obtuvo cinco premios Óscar: mejor guion adaptado, mejor banda sonora original, mejor cinematografía, mejor dirección de arte, y mejor diseño de vestuario. Y fue nominada a otros cinco (incluyendo mejor película y mejor director), pero perdió cuatro de estos cinco ante The Sound of Music. Además, fue galardonada con cinco Premios Globo de oro incluyendo mejor película dramática y mejor actor dramático a Sharif.
A 2016, es la octava película más taquillera de todos los tiempos en Estados Unidos y Canadá, ajustada a la inflación del precio de las entradas. Además, también es una de las diez películas más taquilleras del mundo, una vez ajustada a la inflación. En 1998, el American Film Institute la situó en el puesto 39 de su lista 100 años... 100 películas, y por el British Film Institute al año siguiente como la 27.ª mejor película británica de todos los tiempos.

## Sinopsis
El guionista recurrió a la técnica de analepsis o flashback para estructurar la trama de la película. El general soviético Yevgraf Andréyevich Zhivago le cuenta la historia de su medio-hermano, el médico y poeta Yuri Zhivago, a la joven Tonya Komaróvskaya, quien lleva el nombre de Tatiana Bezócheredeva en la novela original. Yevgraf Zhivago cree que Yuri es en realidad el padre de la muchacha. La narración de Yevgraf Zhivago tiene como marco histórico el tumultuoso período de 1902-1929, que incluyó la Primera Guerra Mundial, la revolución rusa de 1917 y la guerra civil rusa, cuando el zar Nicolás II de Rusia y su familia fueron asesinados estableciéndose la Unión Soviética en 1922. Por la edad de la joven Tonya Komaróvskaya se deduce que la narración se efectúa a fines de la década de 1940 o en la década de 1950, a pesar de que nunca se menciona una fecha específica.

## Argumento

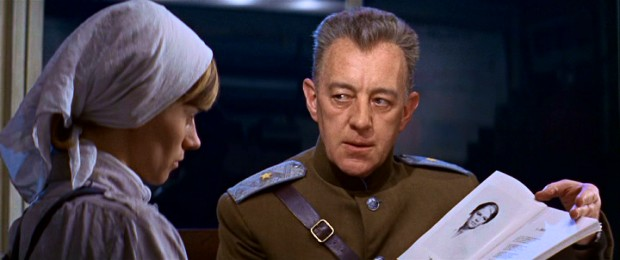
Yevgraf Andréyevich Zhivago (Alec Guinness) le muestra a la joven Tonya Komaróvskaya (Rita Tushingham) una imagen de Lara, impresa en un ejemplar de los poemas de Yuri Zhivago.

El argumento de la película se encuadra en la búsqueda que realiza el teniente general de la KGB Yevgraf Andréyevich Zhivago de la hija ilegítima de su medio hermano, el poeta y médico Yuri Andréyevich Zhivago , y de su amante Larisa ("Lara") Antípova. Yevgraf cree que una joven llamada Tonya Komaróvskaya, quien trabaja en una presa hidroeléctrica soviética, puede ser su sobrina. (El detalle de la KGB, ausente en la novela original, es fruto de la creación del guionista.)

### Niñez y juventud de Yuri Zhivago

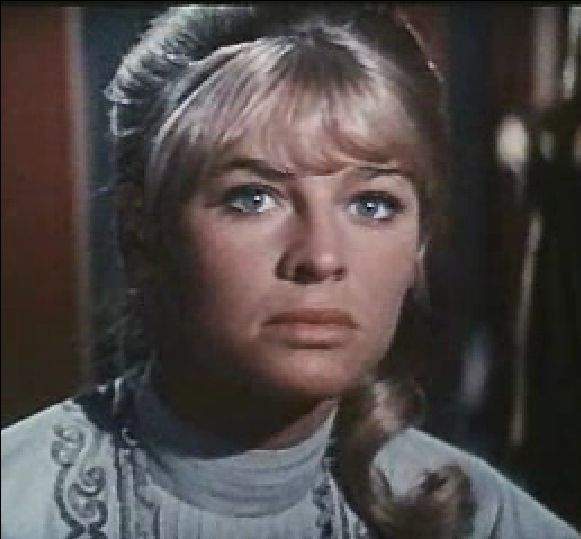
Julie Christie representando a la adolescente Lara, en la primera parte de la película.

Yevgraf refiere la historia de la vida de Yuri Andréyevich Zhivago a Tonya Komaróvskaya. Yuri Zhivago pierde a sus padres a muy corta edad: su padre abandona a su familia y la madre de Yuri muere cuando él es un niño. En la necesidad, Yuri es acogido por unos amigos de su madre, el matrimonio formado por Alexander y Anna Gromeko, quienes tienen una hija llamada Tonya. Gromeko es un profesor de medicina retirado que vive en Moscú y el talentoso Yuri Zhivago es capaz de entrar en la Escuela de Medicina en 1913, donde se convierte en asistente del profesor Borís Kurt. A pesar de que Yuri ya es un poeta de cierto renombre, no cree que pueda mantener a una familia como poeta y decide convertirse en médico general.
Paralelamente, Larisa (Lara) Antípova es una joven estudiante que vive con su madre (Adrienne Corri), dueña de un taller de costura, a la sazón aconsejada por Víctor Ipolítovich Komarovsky, un abogado corrupto con vínculos políticos diversos, que en algún momento fue socio de negocios del padre de Yuri Zhivago. Lara se encuentra comprometida con Pável Pávlovich (Pasha) Antípov, quien en sus inicios es un joven idealista, social demócrata entusiasta.

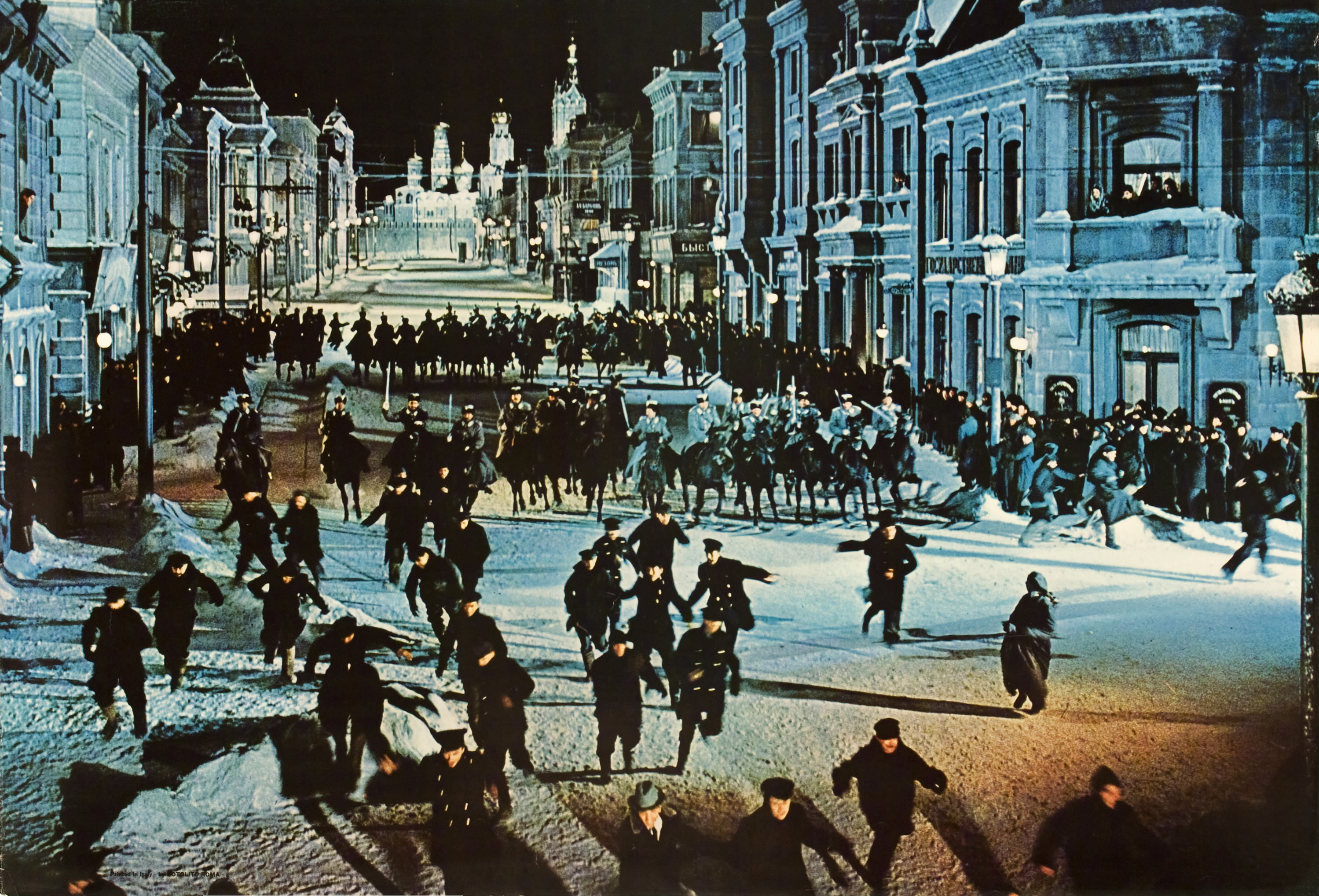
Escena en que los cosacos atacan una manifestación pacífica. El argumento de la película se caracteriza por transcurrir en el marco de grandes escenarios.

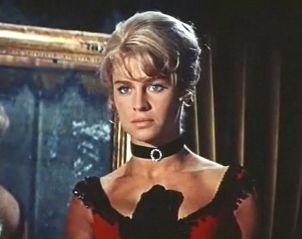
Julie Christie, en su papel de Lara. La fotografía forma parte de una escena en que aparece como amante de Komarovsky.

Una noche, los cosacos reprimen la manifestación pacífica de una multitud que pide pan, trabajo e igualdad, provocando una matanza que incluye a mujeres y niños entre las víctimas. El propio Yuri es testigo de la masacre. Durante la misma, Pasha resulta marcado en su rostro por un sablazo. Ese episodio desplaza la ideología de Pasha hacia el extremismo de izquierda. Esa misma noche, Víctor Komarovsky, quien ya era amante de la madre de Lara, lleva a la joven a un restaurante caro y refinado para finalmente seducirla. Al regresar Lara a su casa, Pasha se presenta y revela su rostro herido, pidiéndole que oculte un revólver Smith & Wesson que recogió en la manifestación.
Komarovsky convierte a la adolescente Lara en su amante, hasta que su madre descubre la relación y trata de suicidarse mediante la ingestión de yodo. Komarovsky, para salir del aprieto, pide ayuda al doctor Kurt, quien acude acompañado por su asistente Yuri Zhivago. Es entonces cuando Yuri ve a Lara por primera vez. Cuando Pasha, ahora decidido bolchevique, informa a Komarovsky de sus intenciones de casarse con Lara, Komarovsky no se manifiesta entusiasmado y trata de disuadir a Lara de casarse con Pasha. Como manifestación de su carácter, Komarovsky termina por violarla. Lara, rota por dentro, decide dejar a Pasha. No obstante, en venganza, Lara lleva la pistola de Pasha que estaba ocultando, busca a Komarovsky en la festividad de Nochebuena y le dispara. Komarovsky no muere, sino que solo resulta herido en el brazo. A pesar de que los comensales desean llamar a la policía, Komarovsky insiste en que no se adopten medidas contra Lara, quien es escoltada por Pasha. La herida de Komarovsky es curada y vendada por Yuri, quien también fue testigo de lo sucedido en la fiesta donde conoció a Pasha. Aunque furioso por lo ocurrido, Pasha no se atreve a golpear a Lara. Posteriormente,  Pasha se casa con Lara y tienen una hija, Katia Antípova.

### La Primera Guerra Mundial
La trama de la propia película comienza después del estallido de la Primera Guerra Mundial el 28 de julio de 1914. Yevgraf Zhivago revela que él era miembro del Partido Obrero durante este tiempo, que actuaba con la intención de subvertir el Ejército Imperial Ruso a favor de los bolcheviques de Vladímir Lenin. Yuri, por su parte, ya está casado con Tonya Gromeko, una joven de la alta burguesía que está enamorada de él desde la infancia. Yuri se convierte en médico de campo de batalla a lo largo del frente oriental. Dejando a su esposa y su hija, Pável (Pasha) Antípov se une a un regimiento de voluntarios (en la película, se escucha la voz de Yevgraf decir: "los hombres felices no se ofrecen como voluntarios") y se convierte en un hombre de confianza para sus compañeros. En el invierno de 1915, Antípov es dado por muerto durante un ataque contra los alemanes, aunque oficialmente es declarado "desaparecido en combate". Lara se alista como enfermera con el fin de buscarlo. Mientras tanto, la Revolución de febrero de 1917 se desata: los soldados comienzan a amotinarse contra sus oficiales y desertan masivamente. Viajando con un grupo de heridos, Zhivago se encuentra una vez más con Lara, quien está con una columna de tropas de reemplazo marchando al frente. Lara ayuda a Zhivago a atender a los heridos. Los dos trabajan juntos durante el resto de la guerra, en un hospital improvisado en una casa de campo cercana. Se separan después del tratado de Brest-Litovsk.

### Retorno a Moscú y guerra civil

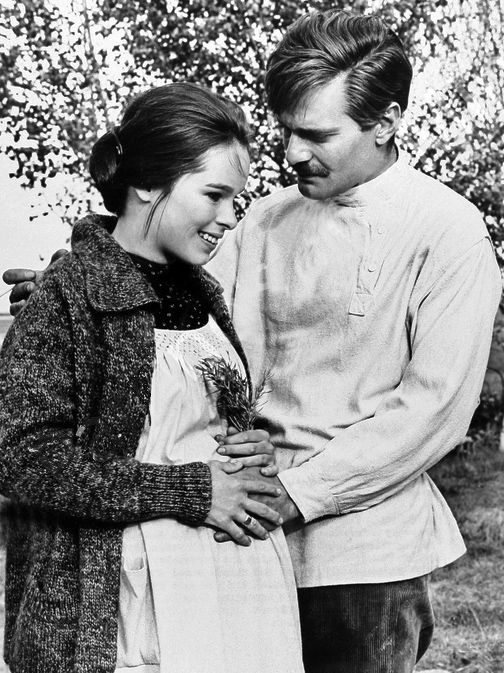
Omar Sharif como Yuri y Geraldine Chaplin como su esposa Tonya que espera un bebé, en su casa de Varýkino.

Después de la guerra, Yuri vuelve a Moscú. Se entera de que la casa familiar de los Gromeko ha sido subdividida en bloques de pisos por el nuevo gobierno soviético. Yuri se encuentra con su hijo Sasha por primera vez desde que el niño era un bebé y retoma su antiguo trabajo en el hospital local. Enojado porque su familia carece de leña para la estufa en pleno invierno ruso, una noche Yuri roba madera de una cerca, ocasión en que es descubierto por su medio-hermano Yevgraf, policía que trabaja para la Checa. Yevgraf lo sigue hasta la casa, se identifica, e informa a Yuri Zhivago de que sus poemas "no gustan", sugiriendo que han sido condenados por los censores soviéticos como antagónicos al nuevo régimen. En realidad, esto no es verdad pero Yuri lo cree. Después de sugerir que su familia está en riesgo colectivo, Yevgraf extiende los papeles necesarios para su traslado a la finca de los Gromeko en Varýkino, en los Montes Urales.
Zhivago, Tonya, Sasha y Alexander Gromeko suben a un tren de carga hacinado, fuertemente custodiado, que transporta además un destacamento de reclutas de mano de obra, incluyendo a un anarquista disidente y exaltado intelectual, Kostoyed Amursky (Klaus Kinski), y un contingente de guardias rojos. Después de pasar por el pueblo de Mink, bombardeado por las fuerzas rojas al mando del comisario del pueblo Strélnikov, el tren se detiene en algún lugar cerca de los montes Urales para dar paso a otro tren blindado que transporta al propio Strélnikov, personaje duro y en apariencia insensible. Un primer plano de su rostro revela que Strélnikov es en realidad Pável Antípov, esposo de Lara, quien se alejó de ella y cambió su nombre para dedicar su vida a la causa de la revolución. Mientras el tren hace una parada en la región de los Urales, Yuri Zhivago salta para dar un paseo, llevado por el sonido de una cascada y extasiado por la luz que se cuela entre el follaje del bosque. De pronto, tropieza con el tren blindado que conduce a Strélnikov, detenido y oculto en una vía muerta. Convencidos de que Yuri podría estar implicado en un complot de asesinato, los guardias rojos lo arrestan y conducen ante Strélnikov. Yuri reconoce inmediatamente en el comisario a Pável Antípov, ahora en el Ejército Rojo enfrentado al Ejército Blanco en la guerra civil rusa, a quien viera en la fiesta de la víspera de Navidad en 1913. Después de un contrapunto tenso entre ambos, Strélnikov informa -para sorpresa de Yuri- que Lara no está lejos sino que vive en la ciudad de Yuriatin, manifestando intrínsecamente su deseo de permanecer distanciado de la vida familiar: "La vida privada ha muerto en Rusia...", proclama Strélnikov, frase cuyo trasfondo sería ampliamente analizado y discutido por ideólogos y escritores. A continuación, Strélnikov permite a Zhivago regresar al tren con su familia.
Después del largo y dificultoso trayecto, la familia descubre que la mansión ha sido confiscada por el gobierno revolucionario y deben resguardarse en una pequeña cabaña cercana. Allí, Yuri Zhivago reemprende la escritura de poesía y visita la biblioteca cercana, donde reencuentra a Lara Antípova. Ambos mantienen una relación amorosa al tiempo que Yuri descubre que su mujer está embarazada. Ello lo conduce a intentar romper su relación con Lara, de la que está enamorado. Al intentar regresar Zhivago a su casa de Varýkino es reclutado a la fuerza por un pelotón revolucionario del Ejército Rojo durante dos años.

### Yuri y Lara: angustia y poesía

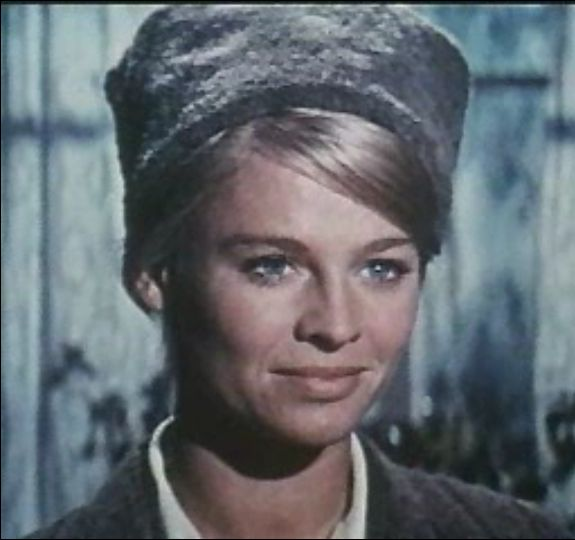
Julie Christie, personificando a Lara en una escena que comparte con Omar Sharif, quien encarna a Yuri Zhivago.

Cuando por fin Yuri vuelve a casa, descubre que su familia ha desaparecido tras emigrar a Francia. Entristecido, Yuri se dirige a la casa de Lara y su hija Katia. Ante el peligro continuo, los tres se mudan a Varýkino, buscando vivir unidos lo que ellos consideran que sería el tiempo final antes de ser separados. La película sugiere que se trata de un período lleno de angustia e incertidumbre, en concomitancia con la etapa más plena de la poesía de Yuri. Finalmente, es Komarovsky (devenido, con cierta ironía del destino, en ministro de justicia del gobierno de la recién creada República del Lejano Oriente), quien anuncia a Yuri la supuesta muerte de Pável Antípov. Atrapado por sus enemigos políticos al intentar volver junto a Lara, Pasha se negó a responder al nombre de Strélnikov, reconociendo su identidad verdadera. Komarovsky convence a Yuri de que Lara está seriamente comprometida tras la muerte de su esposo. Komarovsky les ofrece huir con él hacia la frontera oriental, "bajo sus propios términos". Yuri acepta salvar la vida de Lara y de su hija Katia, pero se niega a acompañarlos en tal condición. En las palabras de la propia Lara, Yuri nunca abandonaría Rusia. Así, él no llega a enterarse de que Lara lleva en sus entrañas una hija suya.
Yuri regresa más tarde a Moscú, donde su medio-hermano Yevgraf le consigue un puesto en el hospital. Un día, Yuri, mientras viaja en un tranvía, ve por la ventanilla a una mujer de apariencia muy similar a la de Lara caminando por la calle. Creyendo que se trata de ella, se desespera y baja del tranvía en su deseo por darle alcance. Afectado por la intensidad de semejante emoción, fallece de un ataque cardíaco.
El entierro de Yuri Zhivago, muy concurrido en razón del amor a la poesía que tiene el pueblo ruso, se transforma en lugar de encuentro de su hermanastro Yevgraf y de Lara. Ella busca a su hijita, fruto de su amor con Yuri y a la sazón extraviada en la frontera oriental. La ayuda que le brinda Yevgraf en las averiguaciones no logra hacer la búsqueda más fructífera, y ambos terminan por separarse sin volver a saber uno del otro. Lara desaparece durante la Gran Purga de Stalin a mediados de los años 30 "muerta o desaparecida en algún lugar...o en los campos de trabajo".

### Corolario
La película finaliza con el regreso a la primera secuencia, en la que Tonya Komaróvskaya dice no recordar su infancia. Supone que su padre la abandonó durante un bombardeo, soltándole la mano. Yevgraf sostiene que quien hizo eso no fue su padre, sino Komarovsky, y que su verdadero padre es Yuri Zhivago. Sin embargo, Yevgraf no pretende forzar a la joven a tal reconocimiento, sino más bien darle tiempo.
En la escena final, la muchacha se aleja junto a su novio, operador responsable de la presa hidroeléctrica. Yevgraf nota que ella lleva una balalaika al hombro y le pregunta si sabe tocarla. El novio le responde que es una virtuosa y que había aprendido por sí misma. Yevgraf comenta con cierta admiración: "¡Entonces es un don!" La escena está cargada de simbolismo, ya que la madre de Yuri, María Nikoláievna, también interpretaba con maestría el instrumento y se decía que tenía el don. La balalaika es un instrumento de cuerda de origen ruso parecido a la guitarra, pero de sólo tres cuerdas y con la caja triangular, que es usado en la banda sonora de la película.

## Reparto
- Omar Sharif – Dr. Yuri Andréyevich Zhivago
  - Tarek Sharif (Hijo de Omar) - Yuri a los 8 años
- Julie Christie – Lara Antípova
- Geraldine Chaplin – Tonya Gromeko
- Rod Steiger – Víctor Ipolítovich Komarovsky
- Alec Guinness – Teniente General Yevgraf Andréyevich Zhivago
- Tom Courtenay – Pável "Pasha" Antípov / Strélnikov
- Siobhán McKenna – Anna Gromeko
- Ralph Richardson – Alexánder Maxímovich Gromeko
- Rita Tushingham – Tonya Komaróvskaya / "The Girl"
- Jeffrey Rockland – Sasha
- Bernard Kay – Kuril / "El Bolchevique"
- Klaus Kinski – Kostoyed Amursky (no nombrado)
- Gérard Tichy - Liberius, un comandante del Ejército Rojo
- Noel Willman - Razin
- Geoffrey Keen – Profesor Borís Kurt
- Adrienne Corri – Amelia
- Jack MacGowran - Petya
- Mark Eden - Ingeniero de la represa

## Producción

### Antecedentes
La novela original Doctor Zhivago escrita por Borís Pasternak fue publicada en Occidente en medio de la celebración y la controversia. Partes del libro de Pasternak habían sido conocidas en Samizdat desde algún tiempo después de la Segunda Guerra Mundial. Sin embargo, la novela no se completó hasta 1956. El libro tuvo que ser sacado de contrabando de la Unión Soviética por el corresponsal de Radio Moscú Sergio d'Angelo, a quien Pasternak había confiado el libro para ser entregado a Giangiacomo Feltrinelli, un editor italiano de izquierda que lo publicó poco después. Ayudado por una campaña soviética contra la novela, se convirtió en una sensación en todo el mundo no comunista. Pasó 26 semanas en la cima de la The New York Times Best Seller list.
Poeta lírico, Pasternak fue galardonado en 1958 con el Premio Nobel de Literatura. Mientras que la citación destacó su obra poética, se entendió que el premio era principalmente para Doctor Zhivago, que el gobierno soviético consideró una obra antisoviética, interpretando así la concesión del Premio Nobel como un gesto hostil hacia la Unión Soviética. Objetivo de la ferviente campaña del gobierno soviético para calificarlo de traidor, Pasternak se sintió obligado a rechazar el premio. La situación se convirtió en una cause célèbre internacional y convirtió a Pasternak en una víctima de la censura del comunismo soviético durante la Guerra fría.

### Desarrollo y casting
El tratamiento de la película por David Lean fue propuesto por varias razones. La novela de Pasternak había sido un éxito internacional, y el productor Carlo Ponti estaba interesado en adaptarla como vehículo para su esposa, Sophia Loren. Lean, a partir del gran éxito de Lawrence de Arabia (1962), quiso hacer una película más íntima y romántica para equilibrar el tono de acción y aventura de su anterior película. Uno de los primeros actores llamados a bordo fue Omar Sharif, que había interpretado a la mano derecha de Lawrence, Sherif Ali, en Lawrence de Arabia. A Sharif le encantaba la novela, y cuando escuchó que Lean estaba haciendo una adaptación cinematográfica, pidió que lo seleccionarán para el papel de Pasha (que finalmente fue a Tom Courtenay). Sharif estaba bastante sorprendido cuando Lean le sugirió que interpretara a Zhivago en persona. Peter O'Toole, protagonista de Lawrence de Arabia, fue la elección original de Lean para Zhivago, pero declinó el papel; Max von Sydow y Paul Newman también fueron considerados. Michael Caine cuenta en su autobiografía que también audicionó para Zhivago y participó en las pruebas de pantalla con Christie, pero (después de ver los resultados con David Lean) fue quien sugirió a Omar Sharif. Rod Steiger fue probado como Komarovsky después de que Marlon Brando y James Mason declinaran el papel. Audrey Hepburn fue considerada para Tonya, mientras que Robert Bolt presionó para que Albert Finney interpretara a Pasha.
Lean fue capaz de convencer a Ponti de que Loren no era la mejor elección para el papel de Lara, diciendo que era "demasiado alta" (y confiar en el guionista Robert Bolt que no podía aceptar a Loren como virgen para las primeras partes de la película) Yvette Mimieux, Sarah Miles y Jane Fonda fueron consideradas para el papel. En última instancia, Julie Christie efectuó pruebas  basada en su apariencia en Billy Liar (1963), y la recomendación de John Ford, quien la dirigió en El soñador rebelde (1965). El hijo de Sharif; Tarek fue elegido como un joven Zhivago en la película y Sharif dirigió a su hijo como una forma de acercarse a su personaje. Diversos actores españoles, o extranjeros asiduos del cine español, interpretaron papeles muy secundarios; entre ellos José Nieto (pope principal del entierro de la madre de Zhivago), Julián Mateos (segundo pope), José María Caffarel (encargado del vagón del tren), Lilí Murati (mujer con bebé en brazos que lo entrega a los pasajeros del tren), y Gerard Tichy (capitán de los guerrilleros que secuestran a Zhivago).

### Rodaje y localizaciones

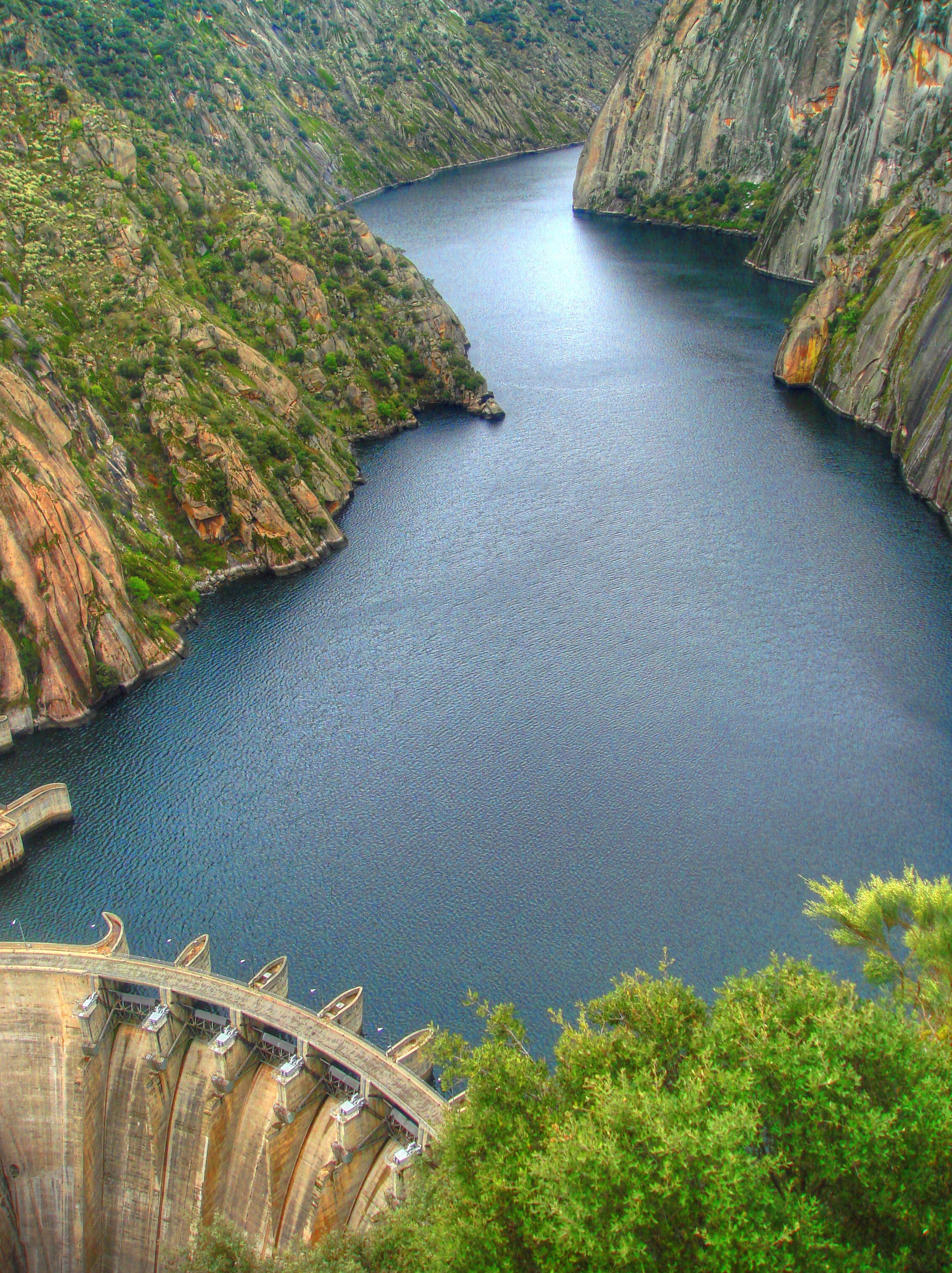
Las escenas finales de la película fueron rodadas en la presa de Aldeadávila, en la provincia de Salamanca.

Debido a que la novela fue prohibida en la Unión Soviética, la película no se pudo rodar allí. La experiencia de Lean en rodar una parte de Lawrence de Arabia en España, el acceso a los estudios CEA y la garantía de nieve en algunas partes de España lo llevó a escoger este país como lugar principal para el rodaje. Se rodó más concretamente en Madrid, Soria y Salamanca, con el sistema de filmación en color Metrocolor, característico de la Metro-Goldwyn-Mayer. 
En Madrid se levantó un estudio de 20.000m² para recrear la ciudad de Moscú; mientras que la presa de Aldeadávila, en Salamanca, se convirtió en el escenario de una construcción bolchevique, y el 80% de los exteriores se rodaron en la ciudad y provincia de Soria. Allí, entre los pinares del Pantano de la Cuerda del Pozo, se rodaron muchas secuencias de huida y batalla; la estación de Soria-Cañuelo acogió tres locomotoras de vapor, de las que destaca la Mikado 141.2239, disfrazada como un tren militar ruso; los parajes de Olvega, con el imponente Moncayo de fondo, se transformaron en los montes Urales rusos, y el pueblo de Candilichera albergó el palacio de hielo de Barykino.
Las previsiones meteorológicas fracasaron y el equipo de David Lean se encontró con el invierno más cálido en España en cincuenta años. Como resultado, algunas escenas se rodaron en interiores con nieve artificial. El equipo filmó algunos lugares con nieve pesada, como el paisaje nevado en la secuencia del tren de Strélnikov, en algún lugar de Campo de Gómara, cerca de Soria. El rodaje duró diez meses, con todo el conjunto de Moscú construido desde cero fuera de Madrid.
La mayoría de las escenas que muestran a Zhivago y Lara en la Primera Guerra Mundial se rodaron en Soria, al igual que la finca de Varýkino. El «palacio de hielo» en Varýkino se rodó también en Soria, una casa llena de cera de abejas congelada. La carga de los partidarios a través del lago helado también se rodó en España; se colocó una plancha de hierro fundido sobre un lecho de río seco y se añadió nieve falsa (principalmente polvo de mármol).
Algunas de las escenas de invierno se rodaron en verano con temperaturas cálidas, a veces de hasta 25 °C (77 °F). Otros lugares incluyen el Museo del Ferrocarril de Madrid-Delicias en Madrid y El Moncayo. Las escenas iniciales y finales se rodaron en la Presa de Aldeadávila, entre España y Portugal. Aunque no acreditados, la mayoría de esas escenas se rodaron realmente en el lado portugués del río, con vistas al lado español.
Se rodaron escenas ferroviarias en los siguientes escenarios en particular:
- Estación de Delicias[11] (Madrid).
- La Calahorra (Granada) (secuencia del entierro de la madre).
- Estación de Soria-Cañuelo.
- Estación de Navaleno.
- Candilichera (Campo de Gómara).
- Villaseca de Arciel (Campo de Gómara).
- Pinar Grande (Mancomunidad de los 150 Pueblos de la Tierra de Soria).
- San Leonardo de Yagüe (Soria).
- Villar del Campo.
- Yanguas.
- Matamala de Almazán.

En San Leonardo de Yagüe se rodaron las primeras secuencias de la segunda parte de la película, la parada del tren en el bosque y el encuentro con Strélnikov en su tren blindado. Las escenas de la residencia de Varýkino se rodaron en Candilichera (Soria). En diversos lugares de la provincia de Soria se rodaron prácticamente todos los exteriores, empleando para ello todas las líneas de ferrocarril que por entonces estaban en uso. La presa que sale al inicio y al final de la película es la de Aldeadávila de la Ribera, en la provincia de Salamanca. Las escenas del entierro, al principio de la película, con unas montañas al fondo, están rodadas en La Calahorra, provincia de Granada. En Madrid se rodaron las escenas moscovitas en lo que actualmente es la calle de Silvano a la altura del cementerio de Canillas, en aquel entonces campo abierto. Se construyó un decorado de unos 20 000 m² que recreaba Moscú, con su trazado de vías de tranvía electrificado, por donde circulaban incluso dos tranvías cedidos por la Empresa Municipal de Transportes. También se rodó en la estación de Delicias, hoy sede del Museo del Ferrocarril de Madrid.

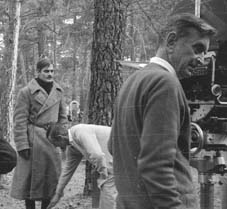
El director, David Lean, y el protagonista, Omar Sharif, preparando una toma en el pinar de San Leonardo de Yagüe.

Otras escenas de invierno, principalmente escenas paisajísticas y la huida de Yuri de los partisanos del Ejército Rojo, se rodaron principalmente en Finlandia, cerca de la frontera con la entonces URSS. Las escenas de invierno de la familia trasladándose a Yuriatin se rodaron en Canadá. La locomotora que se ve en la película es una de las locomotoras españolas de la RENFE, Class 240 (ex-1400 MZA), y el tren blindado de Strélnikov es remolcado por una Class 141F Mikado locomotive. Una escena del tren se hizo notoria por el accidente que sufrió la actriz húngara Lilí Murati, quien resbaló al intentar subirse a un tren en movimiento. A pesar de que cayó bajo el vagón no sufrió lesiones graves y volvió a trabajar al cabo de tres semanas. Lean parece haber usado parte de su accidente al final de la película.
Nicolas Roeg fue el director de fotografía original y trabajó en algunas escenas, pero después de una discusión con Lean abandonó y fue reemplazado por Freddie Young. En algunos países, la película estuvo en cartelera mucho tiempo, siendo récord de taquilla. Durante varios años, las compañías de cinematógrafos la reestrenaron a petición del público. Las fotos de los actores protagonistas fueron encargadas por Metro-Goldwyn-Mayer al fotógrafo húngaro-español Juan Gyenes. Las hizo en su estudio de la calle Isabel la Católica, 12, en Madrid.

## Estreno
La película estrenada en cines el 22 de diciembre de 1965, obteniendo $ 111,7 millones en los Estados Unidos y Canadá a través de todos sus lanzamientos y es la octava en la Lista de películas taquilleras ajustadas por inflación. La película entró en el Festival Internacional de Cine de Cannes de 1966. En 2002, Warner Bros lanzó la versión del Doctor Zhivago en DVD (disco de dos discos), y otra edición de aniversario en Blu-ray (Blu-ray Disc) Un conjunto de tres discos que incluye un libro).

### Recepción crítica
Tras su lanzamiento inicial, Doctor Zhivago fue criticado por su romantización de la Revolución Rusa de 1917. Bosley Crowther del New York Times sentía que el foco de la película en la historia de amor entre Zhivago y Lara trivializó los acontecimientos de la Revolución rusa y la guerra civil resultante, pero quedó impresionado por las imágenes de la película. También otra crítica fue de Richard Roud en The Guardian, quien escribió: «En la película, la revolución se reduce a una serie de acontecimientos bastante molesto: obtener leña, encontrar un asiento en un tren y muchos proles desagradables son fastidiosos. Ciertamente más que una serie de problemas de los consumidores, al menos para el propio Zhivago, el punto central del libro era que, aunque Zhivago desaprobara el rumbo que tomaba la revolución, lo había aprobado en principio. No han sido tragedias». En una revisión positiva, Time Magazine llamó a la película "Literaria, chapada a la antigua, llena de alma y completamente romántica".
Al revisarlo por su 30 aniversario, el crítico de cine Roger Ebert lo consideró "un ejemplo de excelente artesanía de estilo antiguo al servicio de una visión romántica", y escribió que "la historia, especialmente como se ha simplificado por Lean y su guionista, Robert Bolt, parece político en el mismo sentido Lo que el viento se llevó es política, como espectáculo y telón de fondo, sin ideología ", concluyendo que el contenido político es tratado sobre todo como un "espectáculo". Geoffrey Macnab de The Independent revisó la película para su 50 aniversario y notó el "extraordinario arte" del director David Lean, pero encontró que la película bordea el "kitsch". Macnab también sintió que la partitura musical de Maurice Jarre todavía se levantaba pero criticaba los acentos ingleses.

## Premios

### Premios Óscar
| Año  | Categoría                                     | Receptor | Resultado  |
| ---- | --------------------------------------------- | --- | ---------- |
| 1965 | Mejor película                                | Carlo Ponti, productor | Candidata  |
| 1965 | Mejor director                                | David Lean | Candidato  |
| 1965 | Mejor actor de reparto                        | Tom Courtenay | Candidato  |
| 1965 | Mejor guion basado en material de otro medio  | Robert Bolt | Ganador    |
| 1965 | Mejor fotografía (color)                      | Freddie Young | Ganador    |
| 1965 | Mejor dirección de arte (color)               | John Box y Terence Marsh (directores de arte); Dario Simoni (decoración) | Ganadores  |
| 1965 | Mejor diseño de vestuario (color)             | Phyllis Dalton | Ganador    |
| 1965 | Mejor sonido                                  | Departamento de sonido de los estudios británicos de Metro-Goldwyn-Mayer (Winston Ryder, director de sonido) y Departamento de sonido de los estudios Metro-Goldwyn-Mayer (Franklin E. Milton, director de sonido) | Candidatos |
| 1965 | Mejor banda sonora – sustancialmente original | Maurice Jarre | Ganador    |
| 1965 | Mejor montaje                                 | Norman Savage | Candidato  |

### Globo de Oro
La película tuvo seis candidaturas a los premios Globo de Oro, y obtuvo cinco galardones.
| Año  | Categoría                       | Receptor               | Resultado |
| ---- | ------------------------------- | ---------------------- | --------- |
| 1965 | Mejor película - Drama          | Carlo Ponti, productor | Ganador   |
| 1965 | Mejor director                  | David Lean             | Ganador   |
| 1965 | Mejor actor - Drama             | Omar Sharif            | Ganador   |
| 1965 | Mejor guion                     | Robert Bolt            | Ganador   |
| 1965 | Mejor banda sonora original     | Maurice Jarre          | Ganador   |
| 1965 | Nueva estrella del año - Actriz | Geraldine Chaplin      | Candidata |